# داریا زگوبا
داریا زگوبا (اوکراینی: Дарина Ярославівна Згоба؛ زادهٔ ۷ نوامبر ۱۹۸۹) ژیمناست هنری اهل اوکراین است.